# Spartocera fusca
Spartocera fusca är en insektsart som först beskrevs av Carl Peter Thunberg 1783.  Spartocera fusca ingår i släktet Spartocera och familjen bredkantskinnbaggar. Inga underarter finns listade i Catalogue of Life.